# Kanton L'Isle-d'Abeau
L'Isle-d'Abeau is een kanton van het Franse departement Isère. Het kanton is onderdeel van de arrondissementen La Tour-du-Pin en Vienne. De hoofdplaats is L'Isle-d'Abeau. De oppervlakte bedraagt 156,11 km². Het kanton telt 52.260 inwoners in 2018 dat is een dichtheid van 414 inwoners/km².

## Gemeenten
Het kanton L'Isle-d'Abeau bestond tot 2015 uit de volgende drie gemeenten:
- L'Isle-d'Abeau (hoofdplaats)
- Vaulx-Milieu
- Villefontaine

In mei 2013 werd een wetsvoorstel aangenomen die het aantal kantons drastisch reduceerde van 4032 tot 2052 en daarmee zorgde voor een gemeentelijke herindeling. Deze nieuwe indeling trad in werking vanaf de departementsverkiezingen in maart 2015. Naast de drastische vermindering van het aantal kantons, werd bij de indeling niet meer gekeken naar de grenzen van de arrondissementen. Dit houdt in dat één kanton in meerdere arrondissementen kan liggen. Na deze herindeling bestaat het kanton uit de volgende gemeenten:
- Chèzeneuve
- Crachier
- Culin
- Four
- L'Isle-d'Abeau (hoofdplaats)
- Maubec
- Meyrieu-les-Étangs
- Saint-Agnin-sur-Bion
- Saint-Alban-de-Roche
- Saint-Jean-de-Bournay
- Tramolé
- Vaulx-Milieu
- Villefontaine